# Applied Linguistics
Applied Linguistics es una revista académica revisada por pares dedicada el campo de la Lingüística aplicada. Fue fundada en 1980 y es publicada por Oxford University Press. Su periodicidad es trimestral. Sus editoras en jefe actuales son Christina Higgins (Universidad de Hawái en Mānoa) y Anna Mauranen (Universidad de Helsinki).
Según  Journal Citation Reports, en 2016 la revista tuvo un factor de impacto de 3.593, colocándola en el primer puesto dentro de 182 revistas en la categoría de "Lingüística".

## Objetivos y alcance
La revista publica artículos conceptuales y de investigación en todos los  temas de lingüística aplicada, tales como lexicografía, lingüística de corpus, multilingüismo, análisis de discurso, y enseñanza de idiomas, con el objetivo de promover discusión entre investigadores de campos diferentes. También incluye una sección llamada "Forum", introducida en 2001, dedicada a contribuciones de menor extensión, como respuestas a artículos y noticias de investigaciones actuales.

## Indexación
La revista está indexada por:
- Linguistic Bibliography/Bibliographie Linguistique
- British Education Index
- Current Contents
- Education Research Abstracts
- Educational Management Abstracts
- International Bibliography of the Social Sciences
- Journal Citation Reports/Social Sciences Edition
- Linguistics & Language Behavior Abstracts
- Periodicals Index Online
- ProQuest
- PsychLIT
- Scopus
- Social Sciences Citation Index
- Studies on Women and Gender Abstracts
- The Standard Periodical Directory